# Remigio Tovar
Remigio Tovar fue un militar mexicano con rango de general, y también escritor, que participó en la Guerra de Reforma. Nació en Mascota, Jalisco. Era sobrino de Urbano Tovar, un ferviente conservador que llegó a ser Gobernador de Jalisco así como uno de los ministros del presidente conservador Miguel Miramón. Tovar ingresó al Seminario de Guadalajara, donde aprendió gramática latina y filosofía. El general Tovar se adhirió al bando conservador desde 1856 en Jalisco, donde operó la mayor parte de sus campañas militares, destacando en las batallas libradas en Guadalajara durante el sitio que emprendieron las fuerzas liberales. Al principio de la lucha se une al general Guadarrama, haciéndose de Mascota. Huye de la ciudad durante la toma de Guadalajara por las fuerzas liberales, trasladándose a Mascota, Jalisco, desde donde organizó guerrillas e hizo su centro de operaciones, todo ello en contra del gobierno liberal entrante. Se alió con el general Manuel Lozada y no aceptó el armisticio que le había propuesto el general Manuel Doblado. Con motivo de la Segunda Intervención Francesa en México es ascendido a general de brigada, pero a la caída del emperador se retira a la vida privada, en Molino del Rey. Desde entonces se dedicó a la escritura. Escribió "La fiesta del Ángel custodio de la Nación y en la Iglesia Católica Mexicana" con el pseudónimo de "Un católico". Murió en la Ciudad de México el 20 de marzo de 1896.
- Datos: Q6105271